# Xavier Trias i Vidal de Llobatera
Xavier Trias i Vidal de Llobatera (Barcelona, 5 d'agost del 1946) és un pediatre i polític català que fou el 117è batlle de Barcelona entre 2011 i 2015.
Trias va començar la seva etapa política com a conseller de Sanitat del 1988 al 1996, i després com a conseller de la Presidència del 1996 al 2000 durant els governs del president Jordi Pujol. Posteriorment va ser portaveu de Convergència i Unió al Congrés dels Diputats entre el 2000 i el 2004. Fou el candidat de CiU a l'Ajuntament de Barcelona al 2003, 2007 i al 2011, quan va assolir l'alcaldia de la capital catalana.
Membre de Convergència Democràtica de Catalunya del 1979 fins a la seva dissolució, va guanyar les eleccions municipals del 28 de maig de 2023 a la ciutat de Barcelona, encapçalant la candidatura de TriasxBCN, tot i que no va esdevenir alcalde.

## Biografia

### Joventut i família
Xavier Trias va néixer el 5 d'agost de 1946 a Barcelona, a la rambla de Catalunya amb Consell de Cent. És el segon d'una família de dotze germans. El seu pare, Joan Trias Bertran, tenia un laboratori farmacèutic a Itàlia, motiu pel qual hi viatjava molt i va fer que tota la família s'interessés per la música i la cultura italianes. Durant la Guerra Civil espanyola, quan els revolucionaris van matar el seu germà, Joan Trias marxà a Andorra i s'uní al bàndol franquista, en el qual va fer la guerra.
La seva mare, Maria Vidal de Llobatera i Bassols, era filla del polític nacionalista Pelai Vidal de Llobatera i Lliurella, qui havia estat membre de la Lliga Regionalista i després un dels fundadors d'Acció Catalana. Pelai Vidal de Llobatera era renebot del polític carlí Joan Vidal de Llobatera i Iglesias.
La germana petita de Xavier Trias es va quedar paralitzada de cintura avall quan tenia dotze anys. El mateix Trias reconeix que aquest fet el va marcar molt i li va fer desenvolupar una especial sensibilitat per les persones amb discapacitats físiques.
Xavier Trias està casat amb l'estomatòloga Puri Arraut, i a dia d'avui, té quatre fills i sis nets.

## Formació acadèmica
Va estudiar als jesuïtes de Sarrià i es va llicenciar en Medicina i Cirurgia per la Universitat de Barcelona l'any (1970), especialitzant-se en pediatria. Durant els anys 1971 al 1973 va completar la seva formació de postgraduat a Gènova (Itàlia) i Berna (Suïssa), on va a treballar durant un any i mig en la investigació de les malalties metabòliques i el seu diagnòstic i tractament.

## Trajectòria professional
Del 1974 al 1981 va exercir de metge pediatre a l'Hospital Infantil de la Vall d'Hebron. Entre 1979 i 1981 va ser vocal nacional d'hospitals al Consejo General de Médicos de España, i també vocal d'hospitals a la Junta del Col·legi Oficial de Metges de Barcelona.
Va entrar a treballar al Departament de Sanitat i Seguretat Social de la Generalitat de Catalunya, que aleshores encapçalava el conseller Josep Laporte, i a qui Trias considera el seu pare polític, el 1981 com a cap del Servei d'Assistència Hospitalària. El setembre de 1983 va assumir la titularitat de la Direcció General d'Ordenació i Planificació Sanitària.

## Trajectòria política

### Conseller de Sanitat
El juliol de 1984 fou nomenat director general de l'Institut Català de la Salut (ICS), càrrec que va ocupar fins al seu nomenament com a Conseller de Sanitat de la Generalitat de Catalunya el juliol de 1988, precisament en substitució de Laporte.

### Conseller de la Presidència
El gener de 1996 és nomenat Conseller de la Presidència, i passa a treballar braç a braç amb el President Jordi Pujol en tant que número dos i portaveu del Govern. D'aquesta època, destaquen de la gestió de Trias la creació del Consell de l'Audiovisual de Catalunya (CAC) o la millora en el règim laboral dels funcionaris de la Generalitat, avançant en la conciliació amb la vida familiar, entre altres iniciatives.

### Diputat a les Corts Espanyoles
L'any 2000 encapçala la candidatura de Convergència i Unió a les eleccions al Congrés dels Diputats, essent president del Grup Parlamentari Català (CiU) al Congrés dels Diputats en la VII Legislatura del Parlament espanyol i president de la Comissió de Ciència i Tecnologia.

### Candidat a l'Ajuntament de Barcelona
El 5 de juny de 2010 va ser proclamat candidat de CiU a l'Ajuntament de Barcelona, i des del 14 de juny de 2003 va ser regidor de CiU a l'Ajuntament de Barcelona i president del Grup Municipal de CiU.
A les eleccions celebrades el 22 de maig de 2011, la candidatura de CiU, encapçalada per Xavier Trias, va guanyar les eleccions municipals de Barcelona amb el 28,7% dels vots, i va obtenir 15 regidors dels 41 que conformen l'Ajuntament de Barcelona. El dia 1 de juliol de 2011 Trias va ser proclamat batlle de la ciutat amb 17 vots a favor: els 15 regidors de CiU i 2 d'Unitat per Barcelona. El 15 de juliol de 2011 el Tribunal Constitucional donava la raó al recurs del Partit Popular contra l'anul·lació de 57 vots durant el recompte, amb la qual cosa CiU passava de 15 a 14 regidors, i el PP de 8 a 9.
A les eleccions municipals de 2015 va perdre la batllia de Barcelona enfront d'Ada Colau (Barcelona en Comú), en la que l'Operació Catalunya va difondre informació falsa sobre Trias. El gener de 2016 va designar Joaquim Forn, anterior primer tinent de batllia, com a successor en el lideratge de CDC a Barcelona.
Al setembre del 2022 va anunciar que mantenia la seva militància a Junts per Catalunya i es donava de baixa com a associat del Partit Demòcrata, partit al qual pertanyia des de 2016.
S'ha presentat amb el partit Junts per Catalunya a les eleccions del 28 de maig de 2023. Amb el nom de Trias per Barcelona.